# آبدولیو وارلا

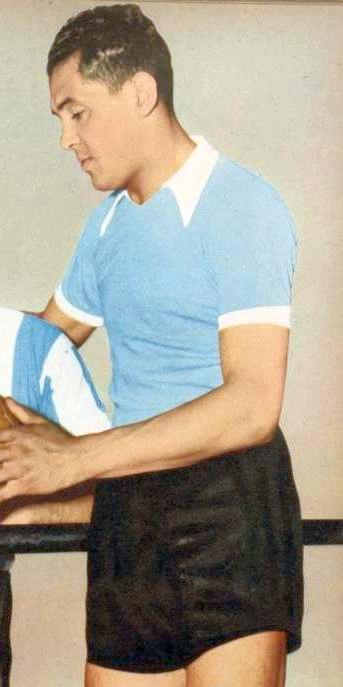
آبدولیو یاکینتو موینوس وارلا.

آبدولیو یاکینتو موینوس وارلا (به اسپانیایی: Obdulio Jacinto Muiños Varela؛ زادهٔ ۲۰ سپتامبر ۱۹۱۷ – درگذشتهٔ ۲ اوت ۱۹۹۶) یک بازیکن اهل اروگوئه بود که با تیم ملی فوتبال اروگوئه به قهرمانی جام جهانی فوتبال ۱۹۵۰ رسید.